# Grote Prijs Raf Jonckheere 2000
De 50e editie van de Belgische wielerwedstrijd Grote Prijs Raf Jonckheere werd verreden op 24 juli 2000. De start en finish vonden plaats in Westrozebeke. De winnaar was Wim Omloop, gevolgd door Danny Daelman en Wim Feys.

## Uitslag
| Grote Prijs Raf Jonckheere 2000 |               |                                   |      |
| Plaats                          | Naam          | Ploeg                             | Tijd |
| Winnaar                         | Wim Omloop    | Bankgiroloterij-Batavus-Unigarant |      |
| 2                               | Danny Daelman | SPAR-OKI-Daewoo                   |      |
| 3                               | Wim Feys      | Palmans-Ideal                     |      |

1951 · 1952 · 1953 · 1954 · 1955 · 1956 · 1957 · 1958 · 1959 · 1960 · 1961 · 1962 · 1963 · 1964 · 1965 · 1966 · 1967 · 1968 · 1969 · 1970 · 1971 · 1972 · 1973 · 1974 · 1975 · 1976 · 1977 · 1978 · 1979 · 1980 · 1981 · 1982 · 1983 · 1984 · 1985 · 1986 · 1987 · 1988 · 1989 · 1990 · 1991 · 1992 · 1993 · 1994 · 1995 · 1996 · 1997 · 1998 · 1999 · 2000 · 2001 · 2002 · 2003 · 2004 · 2005 · 2006 · 2007 · 2008 · 2009 · 2010 · 2011 · 2012 · 2013 · 2014 · 2015 · 2016 · 2017 · 2018 · 2019 · 2020 · 2021 · 2022